# 托马斯·巴雷斯
托马斯·巴雷斯（法語：Thomas Baures，1998年1月12日—），法國男子羽毛球運動員。

## 簡歷
2015年5月，托马斯·巴雷斯出戰里加羽毛球國際賽，與汤姆·吉凯尔合作拿得男子雙打比賽亞軍。

## 主要比賽成績
只列出曾進入準決賽的國際賽事成績：
| 年份   | 賽事                 | 公開賽級別 | 項目     | 拍檔        | 成績   |
| ------ | -------------------- | ---------- | -------- | ----------- | ------ |
| 2015年 | 里加羽毛球國際賽     | 未來系列賽 | 男子雙打 | 汤姆·吉凯尔 | 亞軍   |
| 2017年 | 瑞典羽毛球國際賽     | 國際系列賽 | 男子雙打 | 利奥·罗西   | 準決賽 |
| 2017年 | 歐洲青年羽毛球錦標賽 | 其他       | 混合團體 | －          | 冠軍   |
| 2018年 | 白俄羅斯羽毛球國際賽 | 未來系列賽 | 男子雙打 | 利奥·罗西   | 亞軍   |

| 2007-2017年 | 首要超級賽 | 超級賽 | 黃金大獎賽 | 大獎賽 | 國際挑戰賽 | 國際系列賽 | 未來系列賽 | 其他 |

| 2018-2026年 | 總決賽 | 超級1000賽 | 超級750賽 | 超級500賽 | 超級300賽 | 超級100賽 | 國際挑戰賽 | 國際系列賽 | 未來系列賽 | 其他 |